# H2O (serie televisiva)
H₂O (H₂O: Just Add Water) è una serie televisiva australiana per adolescenti e ragazzi, girata al SeaWorld e in altre località della Gold Coast, prodotta da Jonathan M. Shiff Productions in associazione con ZDF, Network 10 e Screen Australia, trasmessa dal 2006 al 2010 su Network Ten in Australia e successivamente in diversi paesi in tutto il mondo.
In Italia le prime 2 stagioni sono state trasmesse in prima TV su Italia 1 dal 22 aprile 2008, mentre la terza va in onda dal 17 maggio 2010 su Joi ed in chiaro sempre su Italia 1 dal 7 giugno dello stesso anno.
La sigla del telefilm è No Ordinary Girl, cantata da Ellie Handerson nella prima stagione, da Kate Alexa nella seconda e da Indiana Evans nella terza. Pianificata inizialmente per due stagioni, per un totale di 52 episodi, in seguito al successo di ascolti ottenuto la serie è stata estesa ad una terza stagione di 26 episodi prodotti nel 2009.
Jonathan M. Shiff espresse l'intenzione di realizzare uno spin-off di H₂O già nel 2008, sotto forma di film televisivo, sostituendo la quarta stagione, affermando che probabilmente sarebbe stata la conclusione definitiva della serie poiché le protagoniste Claire Holt, Phoebe Tonkin, Indiana Evans e Cariba Heine erano ormai troppo cresciute, ma il progetto fu accantonato.
A luglio 2011 è stata annunciata la produzione di uno spin-off di 26 episodi intitolato Mako Mermaids - Vita da tritone, che vede protagonisti il sedicenne Zac e le tre sirene Sirena, Nixie e Lyla, che è stato trasmesso a partire dal 2013.
Nel 2015, H₂O ha visto un reboot in versione animata, con la serie intitolata H₂O - Avventure da sirene, con un nuovo cast. Sebbene i nomi dei protagonisti rimangano gli stessi, la trama riparte da zero e si sviluppa in maniera differente rispetto alla serie originale.

## Trama

### Prima stagione
Gold Coast, Australia, 2006: Cleo Sertori, Rikki Chadwick ed Emma Gilbert, tre sedicenni australiane che affrontano i problemi tipici della loro età, un giorno rimangono intrappolate in una grotta sull'isola Mako e, mentre escono nuotando, vengono trasformate in sirene dalla Luna piena e acquisiscono poteri legati all'acqua. Siccome dieci secondi dopo essere entrate in contatto con l'acqua diventano delle sirene, le situazioni quotidiane, come fare il bagno o affrontare il tempo piovoso, diventano complicate mentre le ragazze cercano di dominare le loro abilità, che portano vantaggi e svantaggi. Ben presto si adattano alle loro nuove abilità e stili di vita e da quel momento in poi continuano la vita di ogni giorno cercando di proteggere il loro segreto. Intanto, insieme all'amico Lewis, cercano di capire come sia avvenuta la trasformazione e devono proteggersi dalla dottoressa Denman, che rischia di scoprire il loro segreto. Sono aiutate anche dalla signora Louise Chatman, una donna di mezza età che è stata anche lei, in passato, una sirena.

### Seconda stagione
Le tre ragazze devono fare i conti con Charlotte Watsford, la nipote di una delle tre sirene originarie che vuole essere l'unica sovrana dell'isola Mako. Infatti, trasformandosi in una sirena ella ottiene collettivamente tutti i poteri delle ragazze, perché è stata esposta alle condizioni di trasformazione da sola.

### Terza stagione
Emma parte per girare il mondo con i suoi genitori e in città giunge Bella Hartley, che è diventata una sirena dall'età di nove anni. Cleo e Rikki diventano presto amiche di Bella, ma vengono assalite da un misterioso tentacolo di acqua dell'isola Mako. Un nuovo ragazzo, Will Benjamin, diventa amico del trio quando scopre che sono delle sirene, mentre sua sorella maggiore l'ambiziosa Sophie, cerca sempre di ostacolarle. Le ragazze apprendono che la Terra è sul percorso di una cometa che potrebbe distruggere il pianeta e cercano un modo per fermare la catastrofe.

## Episodi
| Stagione         | Episodi | Prima TV originale | Prima TV Italia |
| ---------------- | ------- | ------------------ | --------------- |
| Prima stagione   | 26      | 2006               | 2008            |
| Seconda stagione | 26      | 2007-2008          | 2008            |
| Terza stagione   | 26      | 2009-2010          | 2010            |

## Edizione italiana
L'edizione italiana è curata da Sandro Fedele, mentre il doppiaggio in italiano è stato effettuato dalla Multimedia Network.
Il doppiaggio è diretto da Enzo Bruno nelle stagioni 1-2 e da Nicola Bruno nella stagione 3. I dialoghi italiani sono di Sabrina Merlini, mentre il missaggio è curato da Claudio Oliviero.

## Personaggi e interpreti
- Cleo Sertori (stagioni 1-3), interpretata da Phoebe Tonkin, doppiata da Domitilla D'Amico.
Timida e sensibile, diventa insicura e impacciata quando si ritrova in situazioni imbarazzanti: infatti, a causa della sua fragilità, all'inizio della serie è spesso presa di mira dai ragazzi più popolari come Zane e Miriam. Prima di diventare sirena, non sapeva nuotare ed aveva paura dell'acqua, ma poi la supera grazie all'aiuto delle altre sirene, soprattutto di Rikki. Ha una sorella di undici anni, Kim. È innamorata di Lewis, suo amico fin dall'infanzia, e si dichiarano alla fine della prima stagione. All'inizio della seconda stagione lo lascia perché appiccicoso, poi si rimettono insieme; si mostra gelosa quando lui comincia ad uscire con Charlotte. Di tutte e tre le sirene Cleo è quella che soffre di più la trasformazione perché questa le impedisce di vivere la sua vita come prima, tuttavia imparerà a controllare e amare i propri poteri. Dopo aver divorziato dalla moglie Bev nella seconda stagione, suo padre Donald, che lavora come pescatore, si risposa con Samantha Roberts nella terza.

- Rikki Chadwick (stagioni 1-3), interpretata da Cariba Heine, doppiata da Valentina Mari.
Si è appena trasferita in città insieme al padre Terry, con il quale vive in una roulotte. È forte e determinata, coraggiosa e astuta, riservata e diffidente, diretta e sarcastica. Ha un carattere ribelle, impulsivo e intraprendente; quando si arrabbia diventa scostante e si chiude in se stessa, ma è sempre pronta ad aiutare gli altri nel momento del bisogno. Nella prima stagione dà l'impressione di essere, a volte, egoista e insensibile. Scopre di essere una sirena quando viene bagnata dal sistema di irrigazione automatica di un parco e, al contrario di Emma e Cleo, è entusiasta della sua trasformazione e cerca di far capire loro che ciò che è successo è straordinario. Sebbene all'inizio non lo sopporti, s'innamora di Zane, che diventa il suo ragazzo nonostante i dubbi delle sue amiche sirene, che temono possa rivelargli il loro segreto. I due ragazzi si lasceranno alla fine della prima stagione perché troppo diversi, ma si rimetteranno insieme quando Zane scoprirà che le ragazze sono ancora sirene. Romperanno definitivamente nella terza stagione, nonostante il ragazzo tenti molte volte di recuperare i rapporti. Nella terza stagione acquisisce un legame profondo con il tentacolo d'acqua e diventa molto amica di Will, tanto che Zane comincia a pensare che fra i due ci sia qualcosa, ma in seguito scoprirà che a Will piace Bella.

- Emma Gilbert (stagioni 1-2), interpretata da Claire Holt, doppiata da Ilaria Latini.
Molto competitiva e sicura di sé, intelligente, affidabile, responsabile, gentile, maniaca del controllo e dell'organizzazione. Pensa sempre prima di agire, sa dare buoni consigli, segue le regole e non sopporta chi le infrange; può essere anche molto autoritaria. Calma e studiosa, è l'esatto opposto di Rikki: infatti, nonostante siano molto amiche a volte non vanno d’accordo. Emma è campionessa di nuoto, che ha dovuto lasciare dopo la trasformazione. Ha un fratellino, Elliot, a cui è molto legata; i suoi genitori si chiamano Lisa e Neil. Al contrario di Cleo, riesce a tenere nascosto il suo segreto con più facilità, approfittando delle frequenti assenze dei genitori. È innamorata, nella prima stagione, del surfista Byron. Nella seconda stagione si innamora di Ash, il suo capo al "JuiceNet Cafe" ed istruttore di equitazione di Elliot. All'inizio non va molto d'accordo con lui, ritenendolo arrogante, ma successivamente resta colpita dalla sua gentilezza e disponibilità; tuttavia, è titubante a cominciare una relazione con lui, temendo che il suo segreto possa essere messo a rischio. Emma decide poi di accettare la sua corte, inizialmente raccontandogli di non poter tornare a nuotare in seguito ad un incidente, infine rivelandogli di essere una sirena. Nella terza stagione si è trasferita oltreoceano e viene sostituita da Bella.

- Lewis McCartney (stagioni 1-3), interpretato da Angus McLaren, doppiato da Emiliano Coltorti.
Miglior amico di Cleo da quando avevano cinque anni, è un bravo scienziato un po' impacciato, ma molto furbo; malgrado rappresenti una vittima facile per alcuni ragazzi, non si lascia mettere i piedi in testa e risponde con battutine sarcastiche a chi lo prende in giro, come Zane. Cerca di aiutare le sue amiche a scoprire il motivo della loro mutazione, della quale è il primo a custodire il segreto e su cui elabora sempre nuove teorie ed esperimenti. È buono, gentile, disponibile, generoso e premuroso e ha quattro fratelli maggiori. Il suo passatempo preferito è la pesca ed è anche un bravo batterista. È innamorato di Cleo e cominceranno una relazione, troncata dalla ragazza all'inizio della seconda stagione. Lewis instaurerà un'amicizia con Charlotte, nipote di una delle sirene originarie, che diventerà la sua ragazza, ma alla fine della seconda stagione tornerà con Cleo. A metà della terza stagione parte per gli Stati Uniti d'America per frequentare l'Istituto Americano di Biologia Marina (il suo sogno, infatti, è diventare un biologo marino). Sebbene inizialmente sarebbe dovuto andare all'estero per tre anni, alla fine starà via pochi mesi e tornerà per il diploma di Cleo.

- Isabella "Bella" Hartley (stagione 3), interpretata da Indiana Evans, doppiata da Letizia Scifoni.
Prende il posto di Emma nella terza stagione. È una sirena da quando aveva nove anni: si è trasformata nella grotta di una scogliera mentre viveva in Irlanda con i suoi genitori. Timida e insicura, nonostante sia molto bella e molti ragazzi si mostrino interessati a lei non è vanitosa e non cerca di attirare le attenzioni. Vuole molto bene ai suoi amici e cerca sempre di essere positiva. Suo padre è direttore d'albergo e per questo ha sempre girato per il mondo, senza restare nella stessa scuola per più di due anni. È innamorata di Will dal loro primo incontro e poi si fidanza con lui, inoltre è stata la prima delle tre sirene ad essere scoperta dal ragazzo. Ama cantare, ha una bella voce tanto che si esibisce al "Rikki's" insieme a Nate e alla sua band.

- Will Benjamin (stagione 3), interpretato da Luke Mitchell, doppiato da Paolo Vivio.
Ottimo nuotatore e disegnatore dal carattere gentile, mentre esplorava l'isola Mako ha scoperto la piscina naturale ed è stato attaccato dall'acqua mentre c'era la Luna piena. Da quel momento è deciso a scoprire la causa dello strano fenomeno. I suoi genitori vivono su uno yacht e quindi Will non è mai andato a scuola. Quando scopre il loro segreto, diventa amico di Cleo, Rikki, e Bella che diventa la sua ragazza. È calmo e molto dolce, ma non esita a tirare fuori un lato più aggressivo per difendere se stesso e le persone a cui tiene. Si sta preparando per diventare un campione di apnea, ma poi si rende conto grazie a Bella che questo è il desiderio di sua sorella Sophie e non il suo, quindi decide di non partecipare più alle gare. Diventa molto amico di Rikki e inizialmente sembra che provi qualcosa per lei, ma poi dimostra di essere innamorato di Bella e si fidanza con lei. Odia Zane, che lo perseguita perché crede che abbia una cotta per Rikki, ma in seguito gli dimostra che a lui piace Bella.

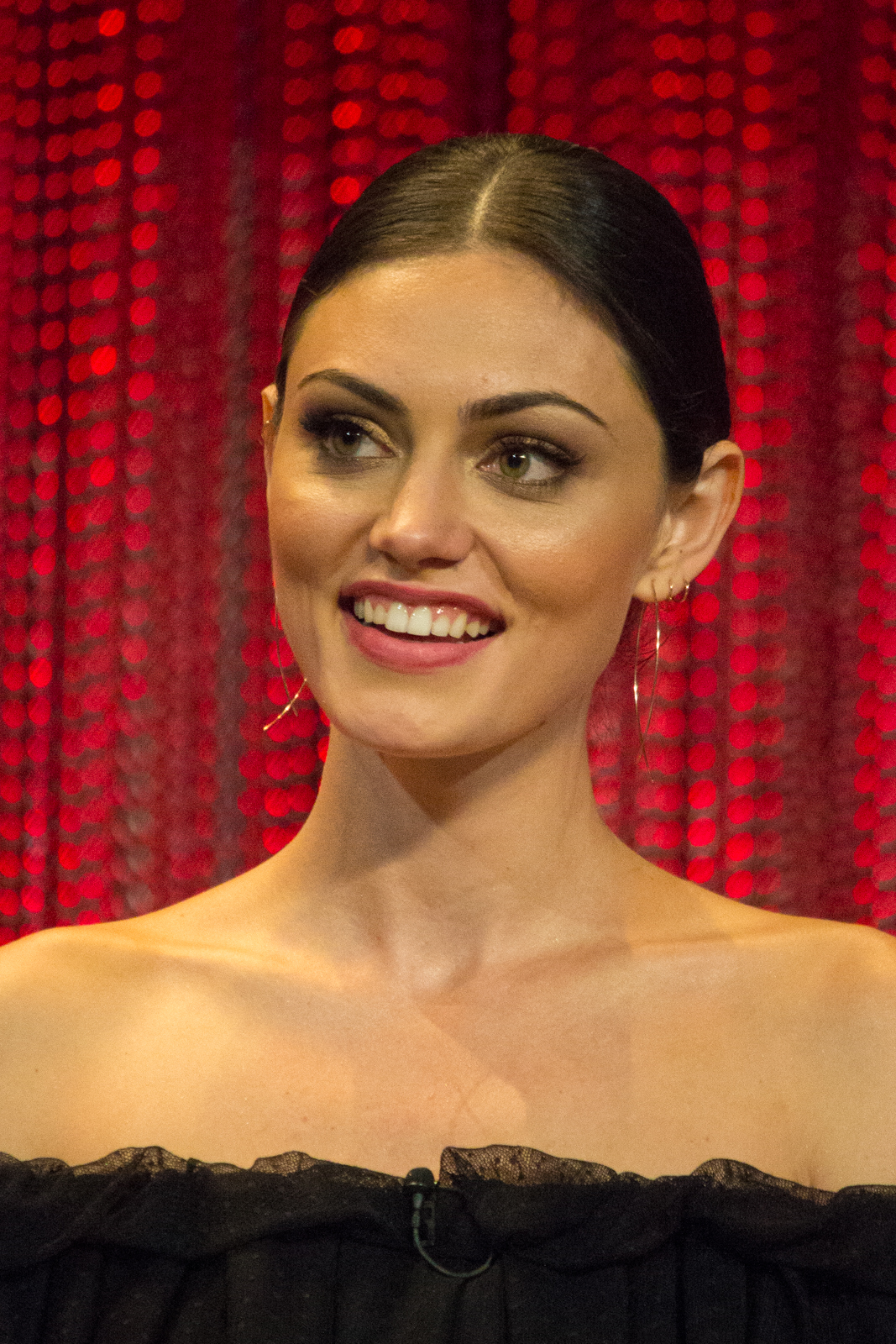
Phoebe Tonkin interpreta Cleo Sertori.
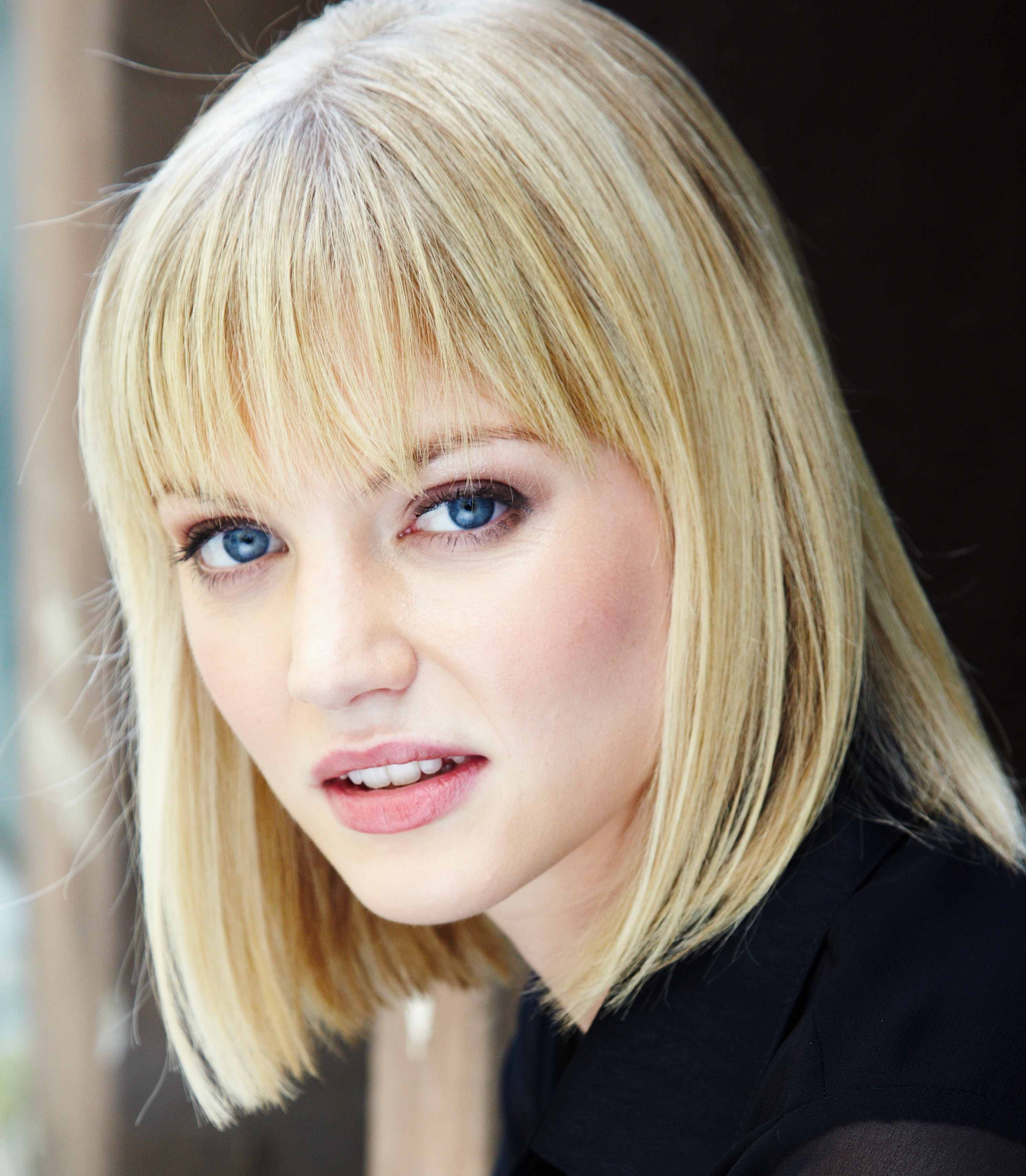
Cariba Heine interpreta Rikki Chadwick.
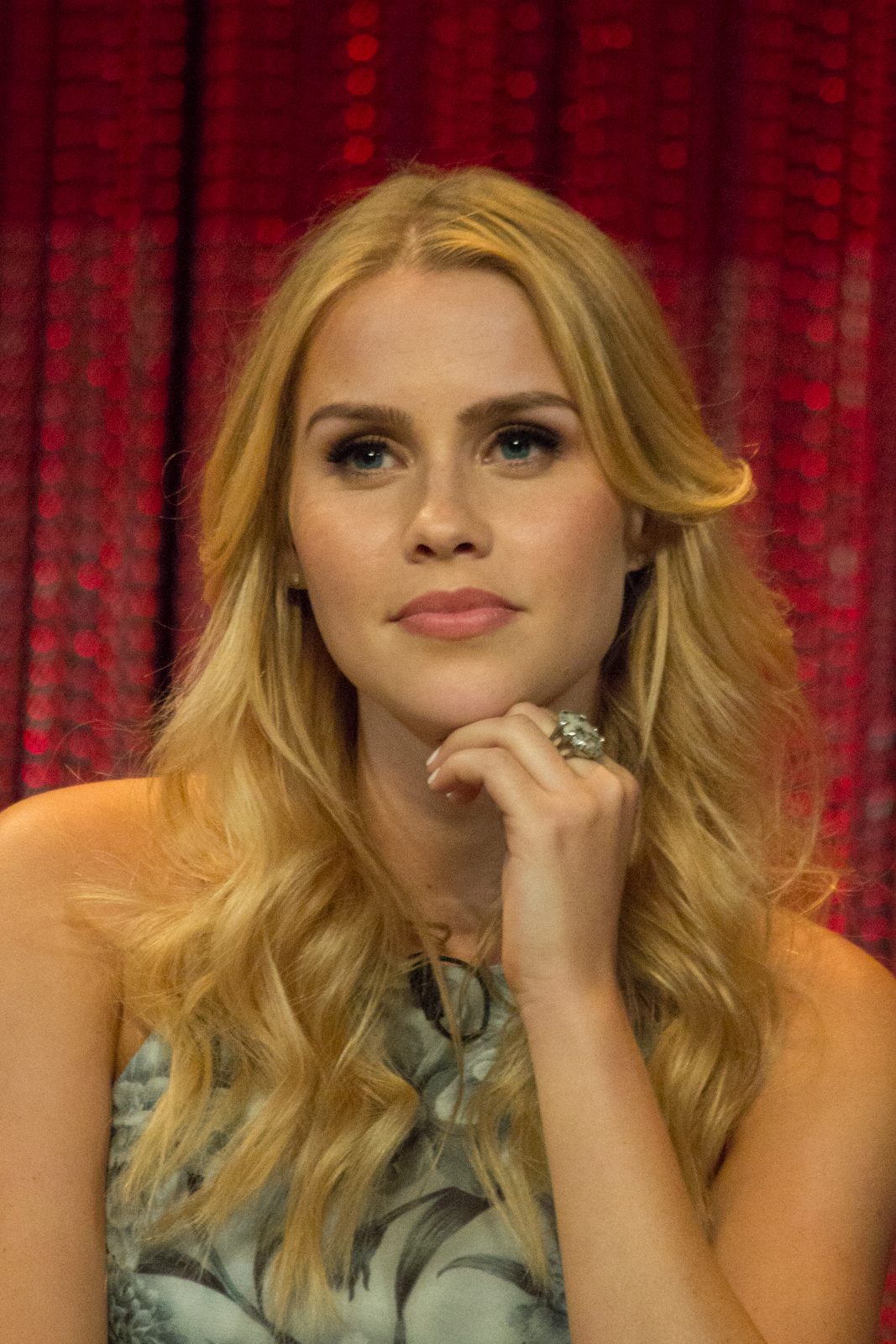
Claire Holt interpreta Emma Gilbert.
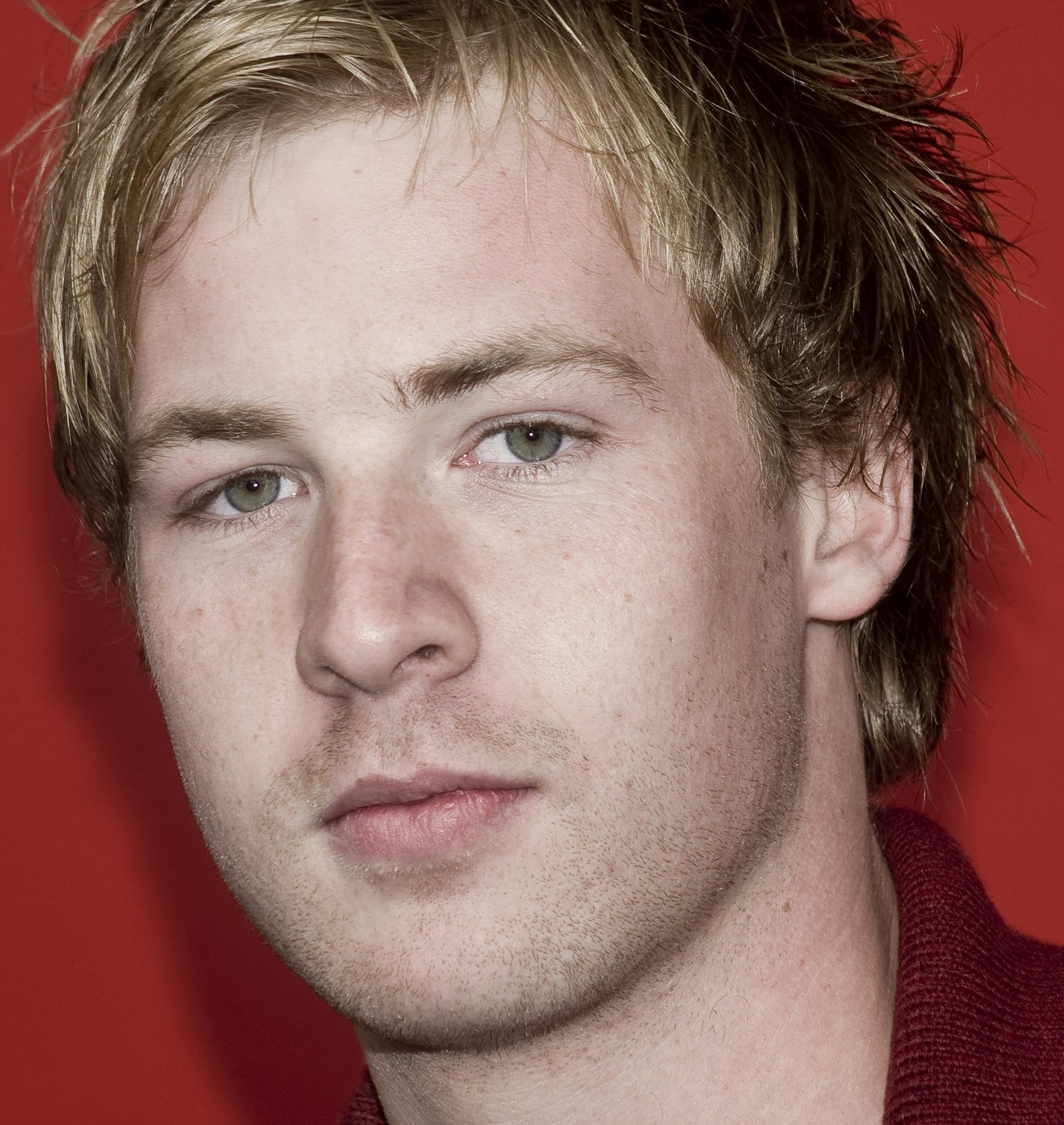
Angus McLaren interpreta Lewis McCartney.
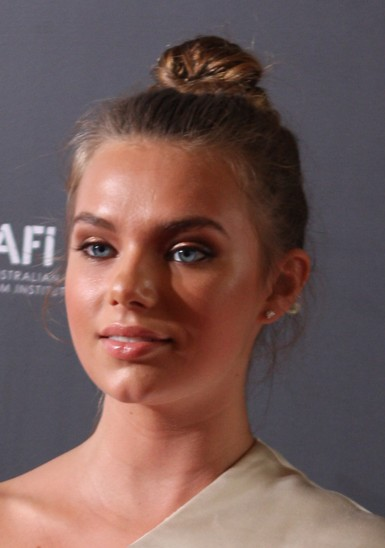
Indiana Evans interpreta Isabella "Bella" Hartley.
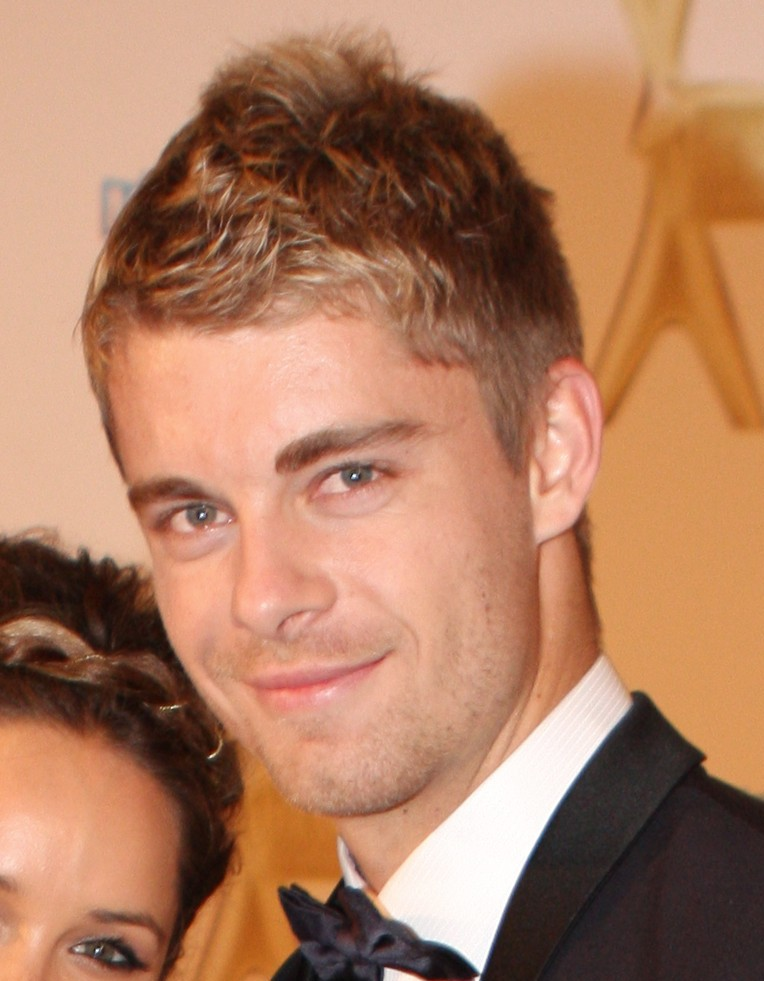
Luke Mitchell interpreta Will Benjamin.

### Personaggi secondari
- Zane Bennet (stagione 1-3), interpretato da Burgess Abernethy, doppiato da Francesco Pezzulli.
È ricco, popolare e arrogante, ma si comporta così solo per farsi notare dal padre Harrison; i suoi genitori sono divorziati. È stato salvato da Emma mentre rischiava di affogare: poco prima di perdere i sensi, ha visto la coda da sirena della ragazza e, pensando che fosse un mostro marino, ha iniziato a cercare la creatura che l'ha salvato. Quando Zane conosce meglio Rikki, se ne innamora, senza avere alcun sospetto sulla sua identità segreta. La storia tra i due procede bene, finché Zane scopre la verità, che in un primo momento li allontana. Nella seconda stagione, i due si rimettono insieme; nella terza, in onore della ragazza apre un nuovo locale, che chiama "Rikki's". Rikki lo lascia definitivamente dopo averlo visto baciare Sophie, ma Zane non riesce ad accettarlo e diventa nemico di Will perché convinto che fra lui e Rikki ci sia qualcosa. In seguito scopre che a Will piace Bella.
- Nate (stagioni 1-3), interpretato da Jamie Timony, doppiato da Alessandro Vanni.
È il migliore amico di Zane e, nella terza stagione, oltre a esserne il tastierista, è il leader della band in cui canta Bella, della quale è innamorato, all'inizio aveva una cotta per Cleo. È convinto che tutte le ragazze siano attratte da lui. Ha un fratello della stessa età di Elliot, Billy, che gioca nella squadra di calcio che Nate stesso allena. È cintura nera di karate.
- Kim Sertori (stagioni 1-3), interpretata da Cleo Massey, doppiata da Letizia Ciampa.
Kim è la sorella minore di Cleo. Dispettosa e infantile, vanitosa ed egocentrica, adora attirare le attenzioni dei ragazzi mettendoli in competizione per lei e apparire più grande della sua età. Nella prima stagione, trova il diario in cui Cleo racconta di come sono diventate sirene, ma alla fine non riesce a dimostrare la verità, litiga sempre con Cleo ma nel profondo le vuole bene.
- Elliot Gilbert (stagioni 1-2), interpretato da Trent Sullivan, doppiato da Manuel Meli.
Elliot è il fratello minore di Emma. Calmo e gentile, è molto legato alla sorella. Ha avuto una cotta per Rikki nella prima stagione, perché l'aveva salvato quando stava per annegare e perché riesce a trovare in lei molta bontà e altruismo, che molti all'inizio non avevano mai visto. Nella seconda avrà una cotta per Kim, di breve durata, perché Elliot si renderà conto di quanto sia insopportabile. In un episodio, a causa di Kim, riuscirà quasi a scoprire che sua sorella, Cleo e Rikki sono sirene.
- Donald "Don" Sertori (stagioni 1-3), interpretato da Alan David Lee, doppiato da Ambrogio Colombo.
È il padre di Cleo e Kim e lavora come pescatore. Molto affezionato alle figlie, è un padre premuroso e non vuole che loro due litigano o che qualcuno le faccia del male; infatti all'inizio non sopporterà per niente Lewis e a volte lo bandirà anche da casa sua, perché non vuole che le figlie frequentino ragazzi senza prima essere abbastanza grandi, ma accetterà la relazione che avrà con Cleo. Nella seconda stagione divorzia da sua moglie Bev, e nella terza stagione si innamora di Samantha, che in seguito sposa.
- Bev Sertori (stagione 1), interpretata da Deborah Coulls, doppiata da Emilia Costa.
È la madre di Cleo e Kim. Nella seconda stagione divorzia dal marito Don e Cleo e Kim sentiranno molto la sua mancanza.
- Neil e Lisa Gilbert (stagioni 1-2), interpretati da Jared Robinsen e Caroline Kennison, doppiati da Luciano Marchitiello e Antonella Rinaldi.
Sono i genitori di Emma ed Elliot. Non sono quasi mai in casa per colpa del lavoro, e quindi Emma ne approfitta per fare feste o per invitare le amiche. La madre, che compare in più episodi rispetto al padre, è molto gentile e ospitale e inviterà più volte a casa sua la signora Chatham e Ash.
- Harrison Bennet (stagione 1), interpretato da Joss McWilliam, doppiato da Sergio Luzi.
È il padre di Zane. È molto ricco e arrogante, pensa solo al suo lavoro e non vuole che il figlio frequenti Rikki. Non ascolta mai le sue opinioni e non lo crede sul fatto delle sirene a tal punto che lui e Zane litigheranno. Alla fine però passerà più tempo con il figlio e faranno pace.
- Miriam Kent (stagione 1), interpretata da Annabelle Stevenson, doppiata da Federica De Bortoli.
Benestante, testarda, dispettosa e vanitosa, usciva con Zane prima che il ragazzo s'innamorasse di Rikki. Non vede di buon'occhio le tre sirene e per vendetta cercherà di far soffrire Rikki: infatti, entrata per caso in possesso del medaglione appartenuto a Julia, chiede a Zane, che vuole donare il gioiello a Rikki, di baciarla, sapendo che la ragazza li sta osservando. Ottenuto il bacio, getta il ciondolo in mare, ma Zane lo recupera.
- Tiffany (stagione 1), interpretata da Alice Hunter.
È la migliore amica di Miriam e la segue ovunque vada. È carina e ingenua e in un episodio la si vede avere una cotta per Lewis; in un altro, vincere un concorso di bellezza.
- Byron (stagione 1), interpretato da Christopher Poree, doppiato da Leonardo Graziano.
È un ragazzo solare, affascinante, che riscuote molto successo tra le ragazze. Campione di surf, ha un rapporto di rivalità con Zane. È innamorato di Emma sin da quando la ragazza, sotto l'effetto della Luna piena, l'ha baciato.
- Louise Chatman (stagione 1), interpretata da Christine Amor e Teri Haddy (Louise adolescente), doppiata da Ada Maria Serra Zanetti.
Louise è un'anziana signora di 65 anni, misteriosa ed enigmatica, che vive su una vecchia barca, la Lorelei, fin quando, a causa delle pessime condizioni economiche e dei numerosi danni che provoca manovrando la barca, il padre di Zane decide di sequestrarla. Viene quindi ospitata, prima di trasferirsi in una casa di riposo, da Emma, con la quale instaura un profondo legame di amicizia. Conosce Cleo al parco acquatico, facendole capire che è al corrente del suo segreto, ed è lei ad avvertire le tre sirene del pericolo della Luna piena .Proprietaria del medaglione di Emma negli anni cinquanta è stata lei stessa una sirena con le sue migliori amiche, Julia e Gracie.
- Wilfred (stagione 1-2), interpretato da Ariu Lang Sio, doppiato da Massimo Milazzo.
È il proprietario del JuiceNetCafe, lo stesso locale dove lavora Emma e ha l'abitudine, durante le sue assenze, di lasciarle la gestione del bar. Comparirà anche in alcuni episodi all'inizio della seconda stagione, ma verrà sostituito da Ash.
- Linda Denman (stagione 1), interpretata da Lara Cox, doppiata da Chiara Colizzi.
Laureatasi a soli 21 anni, è una biologa marina di fama mondiale che studia le mutazioni cellulari nei mammiferi marini. Trova una scaglia della coda di Cleo a causa di Lewis: ambiziosa e pronta a tutto per il bene della scienza, grazie a delle telecamere subacquee riesce a fotografare le sirene e le cattura per studiarle, ma riescono a liberarsi e a farle credere di aver perso i poteri per sempre a causa dell'eclissi lunare.
- Charlotte Watsford (stagione 2), interpretata da Brittany Byrnes, doppiata da Monica Vulcano.
Charlotte è una ragazza appena trasferitasi in città, e ama l'arte e la scienza. È la nipote di Grace, la precedente proprietaria del ciondolo che appartiene a Cleo. Nonostante non abbia nulla contro le tre ragazze, all'inizio viene percepita come saccente e irritante. Il rapporto con loro degenera quando Charlotte, scoperto il loro segreto, riesce a diventare la quarta sirena. La ragazza, con l'aiuto di Lewis, entra a far parte del gruppo delle sirene, sebbene Cleo e specialmente Rikki non siano d'accordo. Il gruppo arriva ad una rottura definitiva quando si scopre che Charlotte possiede tutti e tre i poteri; le altre sirene cercano comunque di insegnarle a controllarli. Charlotte però inizia a peccare di presunzione, percependo i loro consigli come invidia, e si convince di essere l'unica vera sirena, iniziando ad agire per conto proprio, obbligando anche Lewis, che nel frattempo è diventato il suo ragazzo, a stare dalla sua parte. Lewis però si schiera con le altre sirene quando si rende conto che Charlotte è completamente accecata dal potere e dalla gelosia, che viene alimentata ulteriormente dal suo abbandono. Lewis cerca di farla cadere nella piscina naturale dell'isola Mako per farle perdere i poteri: infatti, una notte ogni 50 anni, si verifica l'allineamento dei pianeti e ogni sirena che si trova nella piscina naturale nel momento in cui la Luna è alta nel cielo perde definitivamente i propri poteri. Però Charlotte, a conoscenza di questo dettaglio, sfrutta Lewis come esca per attirare le altre sirene e per far perdere loro i poteri. Le tre ragazze riescono a far cadere Charlotte nella piscina naturale proprio al passaggio della Luna, facendole perdere definitivamente i poteri. Charlotte vive con sua madre Annette, una chef.
- Ash Dove (stagione 2), interpretato da Craig Horner, doppiato da Daniele Natali.
È l'insegnante di equitazione di Elliot, che conosce Emma quando la ragazza accompagna il fratello ad una lezione. Ha 18 anni e pratica equitazione da quando ne aveva quattro. Successivamente diventa il supervisore del bar "JuiceNet Cafe", dove lavora anche Emma. Inizialmente la giovane è ostile nei suoi confronti, percependolo anche come suo rivale sul lavoro, ma con il passare del tempo s'innamoreranno ed Emma gli svelerà il suo segreto.
- Terry Chadwick (stagione 2), interpretato da Andy McPhee, doppiato da Gerolamo Alchieri.
È il padre di Rikki. Vuole molto bene a sua figlia e non vuole che frequenti Zane perché questo gli ha portato via un pezzo di una moto alla quale stava lavorando da anni. All'inizio sembrerà arrogante, ma poi si dimostrerà simpatico anche con Zane. Vive con la figlia in una roulotte.
- Max Hamilton (stagione 2), interpretato da Martin Vaughan e Matthew Scully (Max da adolescente), doppiato da Dante Biagioni.
Compare per la prima volta nell'episodio 19, quando Lewis scopre che nel 1957 aveva compiuto degli studi sui cicli lunari. Infatti, il ragazzo crede di poterli applicare ai poteri delle sirene. Una volta conosciuto Max, quest'ultimo è disposto a regalare a Lewis tutto il suo materiale di ricerca, ma in cambio il ragazzo dovrà portarlo sull'isola Mako, dove incontrano Cleo. Max, che sospetta che la ragazza sia una sirena da quando l'ha vista con il medaglione di Gracie al collo, le getta dell'acqua addosso per verificare la fondatezza dei suoi sospetti. Racconta poi di essere stato il fidanzato di Gracie e di come la loro storia sia finita male. Successivamente, dopo aver saputo che Charlotte è la nipote di Gracie, le svela l'esistenza delle sirene e il modo in cui diventarlo; è sempre lui ad avvertire Lewis dell'allineamento dei pianeti e del fatto che tale evento faccia perdere i poteri alle sirene definitivamente.
- Sophie Benjamin (stagione 3), interpretata da Taryn Marler, doppiata da Francesca Manicone.
Sorella maggiore di Will, lo spinge ad allenarsi per diventare un campione di apnea, studia economia e non le sta molto simpatica Bella, poiché, secondo lei, distrae il fratello. Ambiziosa e disposta a tutto pur di ottenere ciò che vuole, si fa assumere come cameriera al "Rikki's" per conquistare Zane, e viene successivamente promossa a nuova direttrice del locale. La sua sete di denaro la porta a distruggere le pareti della piscina naturale di Mako per impossessarsi delle rare pietre lunari di cui sono composte.
- Samantha "Sam" Roberts (stagione 3), interpretata da Penni Gray, doppiata da Michela Alborghetti.
Nuova moglie di Don Sertori, quindi matrigna di Cleo e Kim. È una donna pacata e gentile, appassionata di viaggi. Inizialmente Kim non è minimamente disposta ad accettare la possibilità che Sam possa diventare un nuovo membro della famiglia; anche Cleo avrà qualche dubbio al riguardo, tuttavia alla fine deciderà di pensare alla felicità di suo padre e lasciare che la sposi. Lavora come ranger al parco naturale, infatti è collega di Ryan.
- Ryan Tate (stagione 3), interpretato da Andrew Lees, doppiato da Marco Vivio.
Collega di Sam, la matrigna di Cleo, lavora come ranger al parco naturale. Appassionato di rocce, aiuta Cleo ad analizzare un campione della grotta di Mako, pur senza sapere da dove provenga. Ha un debole per Cleo e le regalerà un telescopio sotto i panni di uno spasimante misterioso. Quando scopre che la roccia ha un magnetismo pari a quello lunare, se ne interessa molto e chiede a Cleo di poter condurre altre analisi, ma la ragazza non vuole dirgli dove l'ha presa. Tuttavia, per colpa di Kim, segretamente attratta da lui, risale a Mako e trova la piscina naturale. In seguito, ingannato da Sophie, fa esplodere la grotta della luna, ma si pentirà del male commesso.
- Grace "Gracie" Watsford (stagioni 1-2), interpretata da Ashleigh Brewer.
Proprietaria del medaglione di Cleo, è stata una sirena da giovane, negli anni cinquanta, insieme a Louise e Julia. Il suo fidanzato, Max Hamilton, scoprì il segreto suo e delle amiche e lo accettò. Alla fine, la ragazza decise di concludere definitivamente la sua storia con Max, che non ebbe mai più sue notizie, e rinunciò ai propri poteri. È la nonna materna di Charlotte.
- Julia Dove (stagioni 1-2), interpretata da Amrita Tarr (st. 1) e Taryn Marler (st. 2).
Proprietaria del medaglione di Rikki, è stata una sirena da giovane, negli anni cinquanta, insieme a Louise e Gracie. Era fidanzata con un ragazzo ricco, Karl, che finì per tradirla, filmandola mentre si trasformava in una sirena. Louise sostiene in un episodio della serie che il carattere di Julia da giovane fu molto simile a quello di Rikki.

## Luoghi delle riprese
La serie è stata girata interamente sulla Gold Coast, in Australia.
Le riprese interne si sono svolte all' interno dei Village Roadshow Studios, mentre quelle esterne in varie località e quartieri della Gold Coast, tra cui il SeaWorld, dove sono state girate la maggior parte delle scene subacquee.

## Distribuzione
In Australia, la prima stagione è stata raccolta in una collezione di 6 DVD, più un cofanetto in cui sono presenti i 26 episodi. La seconda stagione, invece, si compone di 3 DVD e anch'essa di un cofanetto avente all'interno i 26 episodi della seconda stagione. La terza stagione, infine, è formata da due cofanetti contenenti ognuno 13 episodi.
In Italia, le prime due stagioni sono uscite in cofanetto, rispettivamente da 5 e 4 dischi.

## Romanzi
Alcuni romanzi sono stati pubblicati da Nickelodeon UK:
1. No Ordinary Girl – 2 febbraio 2009
2. Living with Secrets – 2 febbraio 2009
3. Fishy Business – 5 maggio 2009
4. A Sleepover Tail – 6 luglio 2009
5. Sequins for Sea Queens – 7 gennaio 2010
6. First Crush – 29 aprile 2010
7. Moon Spell – 5 agosto 2010
8. Testing Times – 6 gennaio 2011
9. Hot Stuff – 9 giugno 2011
10. In Too Deep – 4 agosto 2011
11. Mermaid Emotions – 27 ottobre 2011
12. Siren Status - 2 febbraio 2012

## Riconoscimenti

### Premi
- 2008 Nickelodeon Australia Kids' Choice Award come "Miglior serie televisiva"[11]
- 2008 AFI Awards come "Migliori effetti speciali"[12]
- 2009 Logie Award come "Miglior programma per ragazzi"[13]

### Candidature
- 2007 Logie Award come "Miglior programma per ragazzi"[14]
- 2007 Nickelodeon UK Kids' Choice Award come "Miglior show televisivo"[15]
- 2008 Logie Award come "Miglior programma per ragazzi"[16]
- 2008 AFI Awards come "Miglior attrice protagonista in una serie televisiva" a Phoebe Tonkin
- 2008 AFI Awards come "Miglior attrice non protagonista in una serie televisiva" a Brittany Byrnes
- 2008 AFI Awards come "Miglior programma per ragazzi"
- 2009 Nickelodeon Australia Kids' Choice Award come "Show preferito"[17]
- 2011 AACTA Award come "Miglior serie per ragazzi"